# Herregårde i Ringkøbing Amt
Herregårde i Ringkøbing Amt

## I købstæderne
- Lundenæs i Skjern
- Holstebro bispegård
- Herningsholm, Herning
- Ørnhoved, Herning

## Bølling Herred
- Brejninggård, Brejning Sogn
- Holmgård, Sønder Lem Sogn
- Dejbjerglund,
- Rækkergård, Hanning Sogn
- Slumstrup, Sædding Sogn

## Ginding Herred
- Estvadgård, Estvad Sogn
- Vinderup Hovgård, Sahl Sogn
- Landting, Ejsing Sogn
- Ejsingholm, Ejsing Sogn
- Rydhave, Ryde Sogn
- Stubberkloster, Sevel Sogn

## Hammerum Herred
- Tvis Kloster, Tvis Sogn
- Lergrav, Aulum Sogn
- Romvig, Ørre Sogn
- Sindinggård, Sinding Sogn
- Skåphus, Ilskov Sogn
- Højris, Ikast Sogn
- Nørre Karstoft, Skarrild Sogn
- Tanderup, Snejbjerg Sogn
- Herningsholm, Herning Sogn
- Ørregård, Ørre Sogn

## Hind Herred
- Rindumgård, Rindum Sogn
- Rindum Nygård, Rindum Sogn
- Rybjerg, Velling Sogn
- Vennergård, Velling Sogn
- Voldbjerg, Hee Sogn
- Timgård, Tim Sogn
- Søndervang, Stadil Sogn
- Åbjerg, Vedersø Sogn

## Hjerm Herred
- Borbjerg Holmgård, Borbjerg Sogn
- Handborg Hovgård, Handbjerg Sogn
- Volstrup, Hjerm Sogn
- Sofienlund, Hjerm Sogn
- Quistrup, Gimsing Sogn
- Gimsinghoved, Gimsing Sogn
- Ausumgård, Vejrum Sogn
- Kvistgård, Vejrum Sogn
- Lindtorp, Asp Sogn

## Nørre Horne Herred
- Skrumsager, Sønder Bork Sogn
- Nørkærgård, Nørre Bork Sogn
- Viumgård, Sønder Vium Sogn
- Lønborggård, Lønborg Sogn

## Skodborg Herred
- Kabbel, Nørlem Sogn
- Kongensgård, Nørre Nissum Sogn
- Store Kamstrup, Nørre Nissum Sogn
- Vadskærgård, Tørring Sogn
- Sodborg, Rom Sogn
- Ørs, Rom Sogn
- Rysensten, Bøvling Sogn
- Bækmark, Flynder Sogn
- Nørre Holmgård, Møborg Sogn
- Ulsund, Nees Sogn
- Gudum Kloster, Gudum Sogn
- Krogsgård, Gudum Sogn
- Strandbjerggård, Humlum Sogn
- Vejbjerggård, Humlum Sogn
- Brejnholt, Humlum Sogn

## Ulfborg Herred
- Udstrup, Sønder Nissum Sogn
- Pallisbjerg, Staby Sogn
- Nørre Vosborg, Ulfborg Sogn
- Sønder Vosborg, Ulfborg Sogn
- Stenumgård, Ulfborg Sogn
- Øgelstrup, Ulfborg Sogn
- Krogsdal, Nørre Felding Sogn
- Møltrup, Timring Sogn

## Vandfuld Herred
- Engbjerggård, Engbjerg Sogn
- Rammegård, Ramme Sogn
- Herpinggård Trans Sogn